# 2000年夏季残疾人奥林匹克运动会马来西亚代表团
2000年夏季残疾人奥林匹克运动会马来西亚代表团是马来西亚派出的2000年夏季残疾人奥林匹克运动会代表团。未获得奖牌。